# The Venture Bros.
Os Irmãos Aventura (The Venture Bros.) é uma série de televisão animada que chegou ao Brasil através do Adult Swim do Cartoon Network. Notável pela forte coerência e temática, personagens complexos e reviravoltas inesperadas na trama, conta as aventuras de dois típicos adolescentes norte-americanos, Hank and Dean Venture (traduzido no Brasil como Marcelo e Maurício), o pai e cientista  Dr. Thaddeus "Rusty" Venture e o guarda-costas da família, o agente secreto Brock Samson (traduzido no Brasil como Barbosa Samson ou Barbosão).
A série presta homenagem ao estilo Hanna-Barbera de séries de ação, em especial Jonny Quest.
Os personagens de Hank e Dean são francamente inspirados em Jonny e Hadji (Hank também veste-se como Fred de Scooby Doo), Dr. Venture é a caricatura do Dr. Benton Quest, e Brock Samson é uma versão mais agressiva de Roger "Race" Bannon, que inclusive já apareceu no programa no episódio "Ice Station - Impossible!".
O programa também parodia The Hardy Boys, uma franquia de histórias de mistério.

## Origens
O criador da série, Jackson Publick (pseudônimo de Christopher McCulloch) foi um dos principais roteiristas de The Tick. Ben Edlund, criador de  The Tick foi co-roteirista de dois episódios e escreveu um episódio completo "¡Viva los Muertos!". Patrick Warburton, que interpretava Tick na breve live-action da série faz a voz de Brock Samson.